# Onocleaceae
Onocleaceae Pic.Serm. è una famiglia di piante dell'ordine Polypodiales.

## Descrizione

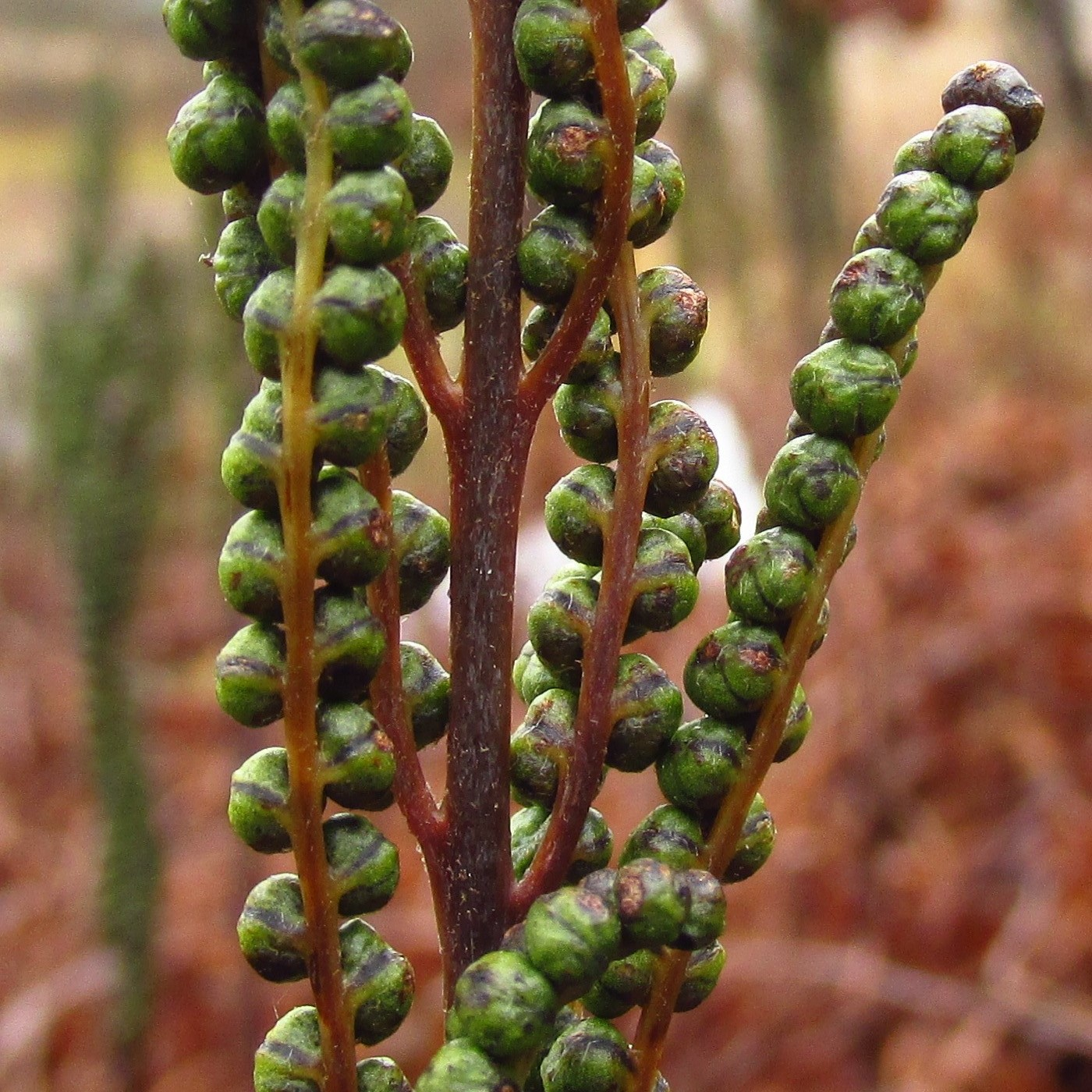
Fronde fertili di Onoclea sensibilis

Le Onocleaceae sono felci terrestri. Presentano rizomi corti o lunghi, striscianti o eretti, squamosi, a volte con stoloni. Le fronde sono fortemente dimorfiche: le foglie vegetative sono pennate e composte, con pinnule a volte profondamente lobate mentre le foglie fertili, pennate e composte, hanno i margini che si arrotolano verso l'interno a maturità per racchiudere gli sporangi, e l'intera foglia spesso diventa una struttura marrone e indurita a maturità, glabra o pelosa. I sori sono rotondi con indusi asimmetrici a forma di coppa o più o meno globosi, raramente assenti.

## Tassonomia
La famiglia comprende i seguenti generi:
- Matteuccia Tod.
- Onoclea L.
- Oneoclepsis F.Ballard
- Pentarhizidium Hayata